# Non-Summit
Non-Summit (koreansk: 비정상회담) er et sydkoreansk talkshow, der havde premiere den 7. juli 2014. I talkshowet deltager udlændinge, der bor i Sydkorea, hvor de taler om landets forskellige kulturelle aspekter.

## Medvirkende
| land     | Hangul               | Navn                   | fødselsdato             |
| -------- | -------------------- | ---------------------- | ----------------------- |
| IND      | 럭키 (아비쉐크 굽타) | Lucky (Abhishek Gupta) | 16. juni 1978 (46 år)   |
| USA      | 마크 테토            | Mark Tetto             | 1. marts 1980 (44 år)   |
| Frankrig | 오헬리엉 루베르      | Auréllien Loubert      |                         |
| Canada   | 기욤 패트리          | Guillaume Patry        | 19. juni 1982 (42 år)   |
| Italien  | 알베르토 몬디        | Alberto Mondi          | 17. januar 1984 (41 år) |
| Pakistan | 자히드 후세인        | Zahid Hussain          |                         |
| Kina     | 왕심린               | Wang Xinlin            |                         |
| Schweiz  | 알렉스 맞추켈리      | Alex Mazzucchelli      |                         |
| Japan    | 오오기 히토시        | Hitoshi Ogi            |                         |
| Tyskland | 니클라스 클라분데    | Niklas Klabunde        |                         |
| Mexico   | 크리스티안 부르고스  | Christian Burgos       |                         |

| Fjernsyn | Spire Denne artikel om et tv-program er en spire som bør udbygges. Du er velkommen til at hjælpe Wikipedia ved at udvide den. |